# Союз 7К-Л1

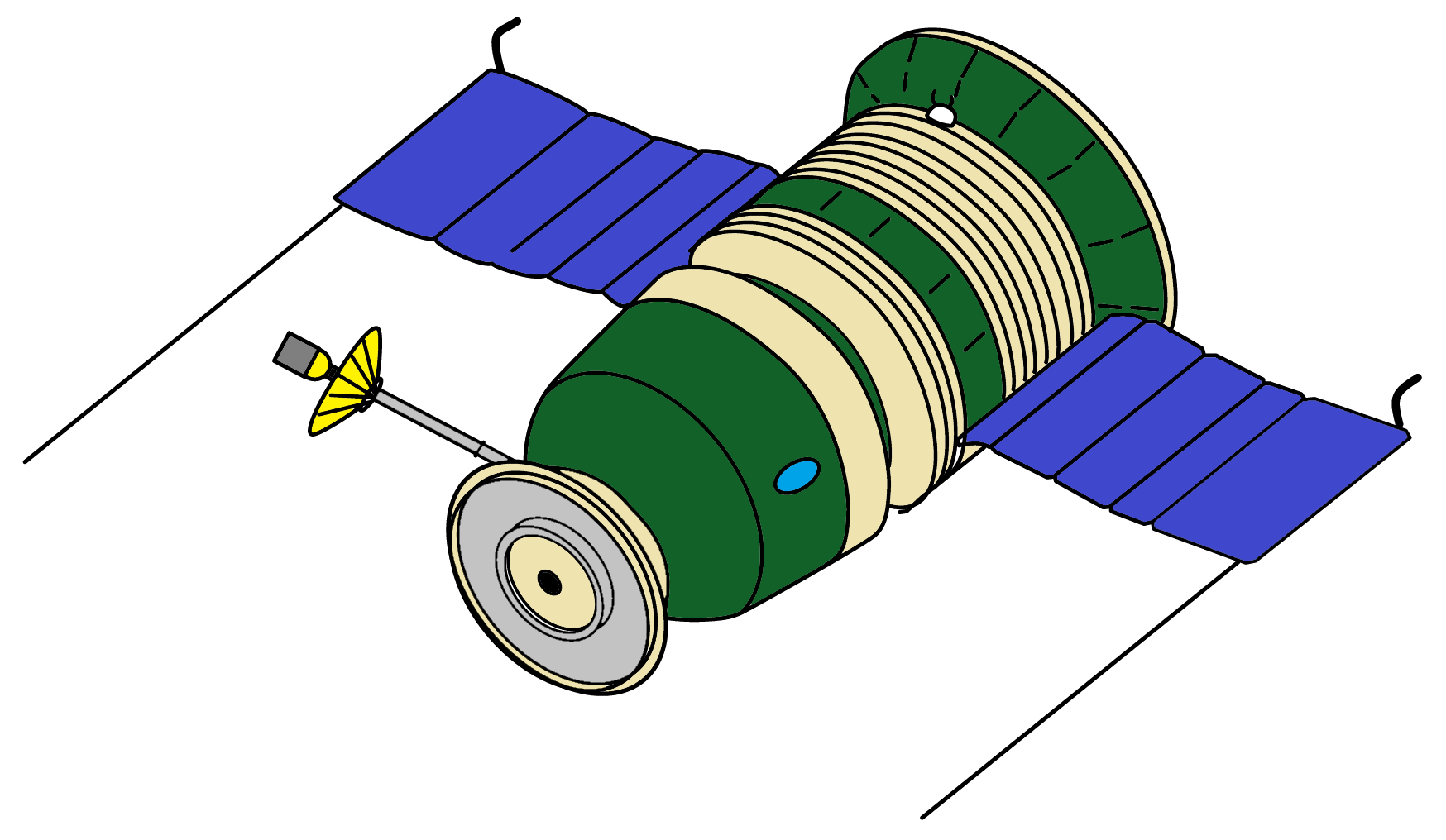
Рисунок корабля 7К-Л1

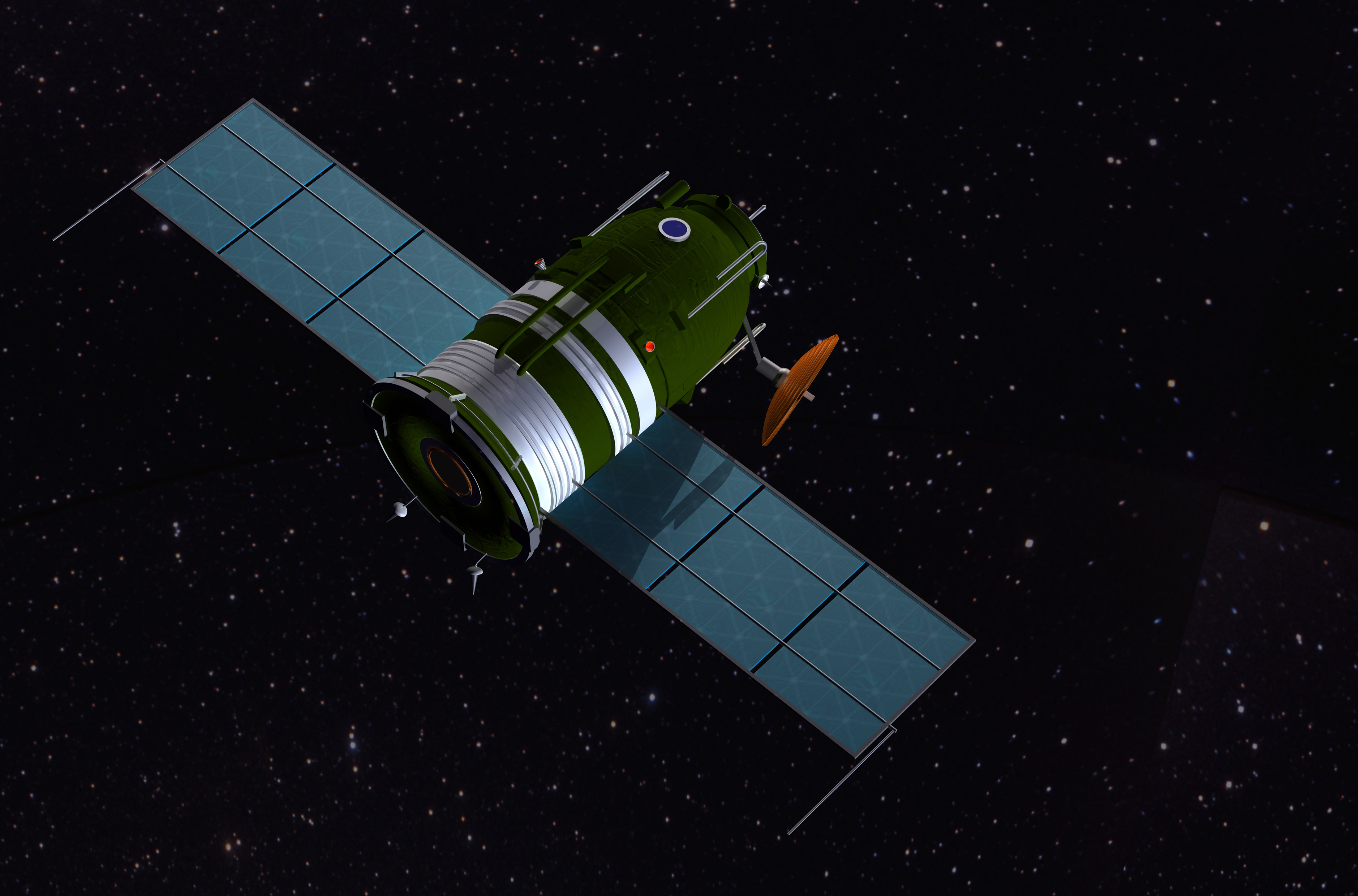
Компьютерная модель корабля 7К-Л1

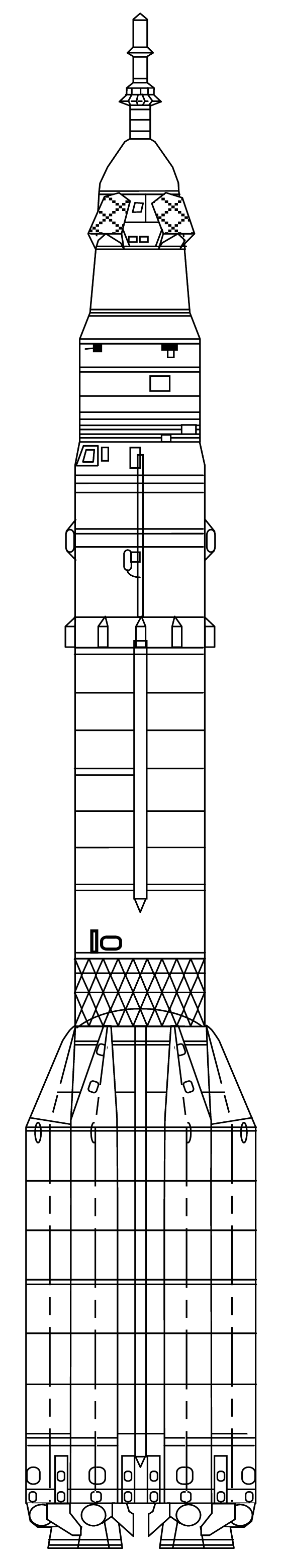
Чертёж размещения корабля 7К-Л1 на РН «Протон»

«Союз 7К-Л1», другие названия «Зонд», Л1 (11ф91), также «Зонд-М», Л1С (Л1А) (11ф92) — серия советских пилотируемых космических кораблей, разработанных для полётов к Луне с возвращением на Землю и совершивших только автоматические беспилотные полёты. Работы велись по программе облёта Луны в ходе «лунной гонки». При выполненных отработочных полётов корабли получали открытые названия «Космос» и «Зонд».

## Общие сведения
Корабль Л1 массой около 5 тонн являлся двухместным, состоял из спускаемого аппарата и приборно-агрегатного отсека КК «Союз» (бытовой отсек не использовался) и был дополнительно оснащён системой звёздной ориентации и навигации, а также системой дальней связи, для которой использовалась параболическая остронаправленная антенна. У спускаемого аппарата была усилена теплозащита в связи со входом в атмосферу со второй космической скоростью.
Интересной особенностью проекта был способ входа в атмосферу при возвращении на Землю. Вход в атмосферу совершался над южным полушарием Земли, при этом за счёт подъёмной силы спускаемый аппарат «отскакивал» от плотных слоёв атмосферы и снова поднимался в космос, а его скорость уменьшалась со второй космической до суборбитальной. Повторный вход в атмосферу проходил уже над территорией Советского Союза. Такая «двухнырковая» схема позволяла осуществить посадку в высоких широтах, на территории СССР.
Для запуска корабля использовалась трёхступенчатая ракета-носитель «Протон-К», которая была создана ранее и, несмотря на значительное число неудачных запусков в начале эксплуатации, была сертифицирована как второй после РН «Восток»/«Союз» носитель СССР для пилотируемых полётов.
Было изготовлено 15 экземпляров КК 7К-Л1, из которых только 5 совершили успешные или частично успешные полёты под названиями «Космос-146», «Зонд-5» — «Зонд-8». При этом корабли «Космос-146» (вариант Л1П-Л1Е) и «Зонд-4» совершили отработочные высокоэллиптические полёты без облёта Луны, а «Зонд-5» — «Зонд-8» выполнили облёт Луны и возвращение на Землю; «Космос-154» вышел в космос, но не смог покинуть низкую околоземную орбиту. Ещё 4 корабля Л1 (а также 2 корабля модификации Л1С) не удалось вывести в космос вследствие аварий ракет-носителей на этапе выведения. Один из кораблей Л1 не был запущен из-за взрыва разгонного блока за неделю до запланированного старта.
Первый пилотируемый полёт подобного КК с облётом Луны, для опережения полёта американского КК «Аполлон-8» (стартовал 21.12.1968), планировался на 8.12.1968, но был отменён в связи с высоким риском из-за неотработанности корабля и ракеты-носителя, несмотря на то, что экипажи написали заявление в Политбюро ЦК КПСС с просьбой разрешить лететь к Луне немедленно для опережения США. При попытке запуска этого корабля в беспилотном режиме 20.01.1969 ракета-носитель «Протон» взорвалась, хотя спускаемый аппарат был спасен системой аварийного спасения (САС).
В трёх полётах «Зондов» из пяти имели место серьёзные неисправности, которые теоретически могли быть парированы при наличии экипажа на борту, но, если бы их преодолеть не удалось, могли привести к гибели членов экипажа или получению ими увечий. При полётах кораблей «Зонд-4» и «Зонд-5», из-за отказа звёздного датчика и невозможности построения ориентации, вход в атмосферу проходил по баллистической траектории с двадцатикратными перегрузками, а при полёте «Зонд-6» произошла разгерметизация кабины из-за обмерзания резинового уплотнителя люка и отказ гамма-лучевого высотомера, приведший к преждевременному отстрелу парашютной системы на высоте 1500 м (по другим данным 5300 м), из-за чего спускаемый аппарат разбился.
Нужно заметить, однако, что 20-кратные перегрузки вовсе необязательно приводят к серьёзным травмам космонавтов, так, например, космонавты Василий Лазарев, Олег Макаров, Владимир Титов и Геннадий Стрекалов испытали подобные перегрузки при авариях их космических кораблей, и трое из четверых впоследствии летали в космос.
Корабли 7К-Л1 совершали только автоматические беспилотные полёты до 1970 года, а программа пилотируемых полётов на них была свёрнута по политическим мотивам — в связи с очевидной победой США в «лунной гонке».
На корабле «Зонд-5» находились две черепахи. Они стали первыми живыми существами в истории, возвратившимися на Землю после облёта Луны — за три месяца до первого пилотируемого полета к Луне «Аполлона-8». Черепахи были и на борту «Зонда-6», «Зонда-7» и «Зонда-8». Выбор черепах был обусловлен тем, что им не требуется оборудование для кормления в невесомости — они могут не есть и не пить в течение полутора недель. Кроме того, на борту указанных четырёх кораблей, облетевших Луну и вернувшихся на Землю, находились дрозофилы, хрущаки, традесканция с бутонами, человеческие клетки Хела в культуре, семена высших растений — пшеницы, сосны, ячменя, водоросль хлорелла на различных питательных средах, разные виды лизогенных бактерий и т. д. Одной из задач этих миссий было измерение дозы радиации, которую получил бы человек в корабле на лунной трассе, в частности при пересечении радиационных поясов. Измеренная интегральная доза составила около 3,5 рад, что соответствовало предварительным расчётам. Анализ данных показал, что «радиационные условия на исследованной трассе Земля — Луна — Земля при спокойном состоянии солнечной активности не являются опасными для человека».
Был создан также вариант корабля Л1С (Л1А) «Зонд-М» массой около 7 тонн, имеющий дополнительный передний служебный отсек, меньший чем бытовой отсек «Союза», и оснащенный мощной фотоаппаратурой, системой управления ракетой-носителем и другими модифицированными системами. Согласно одним данным, вариант предназначался для организации лунной экспедиции по схеме «подсадка», когда «Зонд-М» запускается беспилотным, а космонавты переходят на него после отдельного последующего запуска «Союза», согласно другим — для отработки систем и пусков сверхтяжёлой ракеты-носителя Н-1 и лунного орбитального корабля-модуля Союз 7К-ЛОК экспедиционного комплекса Л-3.

## Полёты космических кораблей Л1
| Название   | Модификация, заводской номер              | Дата запуска      | Ракета-носитель | Основные задачи                                                                                          | Ход полёта | NSSDC ID SCN    |
| ---------- | ----------------------------------------- | ----------------- | --------------- | --- | --- | --------------- |
| Космос-146 | 7К-Л1П(Л1Е), № 2                          | 10.03.1967        | «Протон-К»      | Испытание бортовых агрегатов на высокоэллиптической околоземной орбите                                   | Выведен на высокоэллиптическую орбиту | 1967-021A 02705 |
| Космос-154 | 7К-Л1П(Л1Е), № 3                          | 08.04.1967        | «Протон-К»      | Испытание бортовых агрегатов с облётом Луны                                                              | Не прошло второе включение разгонного блока из-за его ошибочной настройки на Земле. КК остался на низкой околоземной орбите | 1967-032A 02745 |
| Зонд-4А    | 7К-Л1, № 4                                | 28.09.1967        | «Протон-К»      | Испытание бортовых агрегатов с облётом Луны                                                              | Через минуту после старта отказ одного из двигателей первой ступени РН, СА возвращён на Землю системой аварийного спасения (САС) | —               |
| Зонд-4Б    | 7К-Л1, № 5                                | 22.11.1967        | «Протон-К»      | Испытание бортовых агрегатов с облётом Луны                                                              | Отказ двигателя № 4 второй ступени РН, СА возвращён на Землю системой аварийного спасения в 285 км от точки старта | —               |
| Зонд-4     | 7К-Л1, № 6                                | 02.03.1968        | «Протон-К»      | Испытание бортовых агрегатов на высокоэллиптической околоземной орбите, возвращение СА на Землю          | Корабль с помощью разгонного «блока Д» был выведен на высокоэллиптическую орбиту с апогеем около 300 тысяч километров, но, из-за отказа системы ориентации, в сторону от Луны. Облёт Луны не осуществлялся. 9 марта при подлёте к Земле из-за сбоев в работе звёздного датчика не был выполнен необходимый манёвр для входа в атмосферу. Спускаемый аппарат пошёл на баллистический спуск в незапланированный район и был подорван системой самоликвидации над Гвинейским заливом. | 1968-013A 03134 |
| Зонд-5А    | 7К-Л1, № 7                                | 23.04.1968        | «Протон-К»      | Испытание бортовых агрегатов с облётом Луны, возвращение СА на Землю                                     | Нештатное выключение двигателей второй ступени РН из-за сбоя автоматики через 260 секунд после старта, СА возвращён на Землю системой аварийного спасения в 520 км от точки старта; позже спускаемый аппарат использован повторно с кораблём № 13 (см. ниже) | —               |
| Зонд-5Б    | 7К-Л1, № 8                                | 19.07.1968 (план) | «Протон-К»      | Испытание бортовых агрегатов с облётом Луны, возвращение СА на Землю                                     | Взрыв разгонного блока («Блок Д») за неделю до старта; погибли трое людей, однако корабль и две нижние ступени РН практически не пострадали. | —               |
| Зонд-5     | 7К-Л1, № 9                                | 15.09.1968        | «Протон-К»      | Облёт Луны, фотографирование Земли, возвращение СА на Землю                                              | Облёт Луны 18.09.1968, возвращение СА на Землю 21.09.1968, из-за отказов на борту спуск по баллистической траектории с большими перегрузками и приводнение в Индийском океане | 1968-076A 03394 |
| Зонд-6     | 7К-Л1, № 12                               | 10.11.1968        | «Протон-К»      | Облёт и фотографирование Луны, возвращение СА на Землю с приземлением в заданный район                   | Облёт Луны 14.11.1968, при возвращении на Землю 17.11.1968 на территории СССР (Казахстан) СА разбился из-за преждевременного отстрела парашюта | 1968-101A 03535 |
| Зонд-7А    | 7К-Л1, № 13 (повторно использован СА № 7) | 20.01.1969        | «Протон-К»      | Облёт Луны, возвращение СА на Землю                                                                      | Сбой РН на 501-й секунде полёта из-за раннего отключения двигателя № 4 2-й ступени, СА возвращён на Землю (посадка в узкой горной долине на территории Монголии) системой аварийного спасения | —               |
| Зонд-7Б    | 7К-Л1С(Л1А), № 11                         | 21.02.1969        | «Н-1»           | Облёт Луны, возвращение СА на Землю                                                                      | Отказ РН на 41-й секунде полёта, СА возвращён на Землю системой аварийного спасения | —               |
| Зонд-7В    | 7К-Л1С(Л1А), № 14                         | 03.07.1969        | «Н-1»           | Облёт Луны, возвращение СА на Землю                                                                      | Взрыв РН при старте, СА возвращён на Землю | —               |
| Зонд-7     | 7К-Л1, № 15                               | 08.08.1969        | «Протон-К»      | Облёт Луны, фотографирование Луны и Земли, испытание управления аппаратом от бортовой ЭВМ                | Облёт Луны 11.08.1969, успешное возвращение СА на Землю, мягкая посадка на территории СССР (Казахстан) 14.08.1969 | 1969-067A 04062 |
| Зонд-8     | 7К-Л1, № 6                                | 20.10.1970        | «Протон-К»      | Облёт Луны, фотографирование Луны и Земли, отработка варианта приземления со стороны северного полушария | Облёт Луны 24.10.1970, успешное возвращение СА на Землю, мягкое приводнение в Индийском океане 27.10.1970 | 1970-088A 04591 |

После запуска последнего 7К-Л1 («Зонда-8») осталось ещё два собранных, но не летавших корабля (из общей численности в 15 изготовленных аппаратов). Всего выполнено 13 запусков, из них 5 успешных или частично успешных полётов.